# 6-Stunden-Rennen auf dem Nürburgring 2017

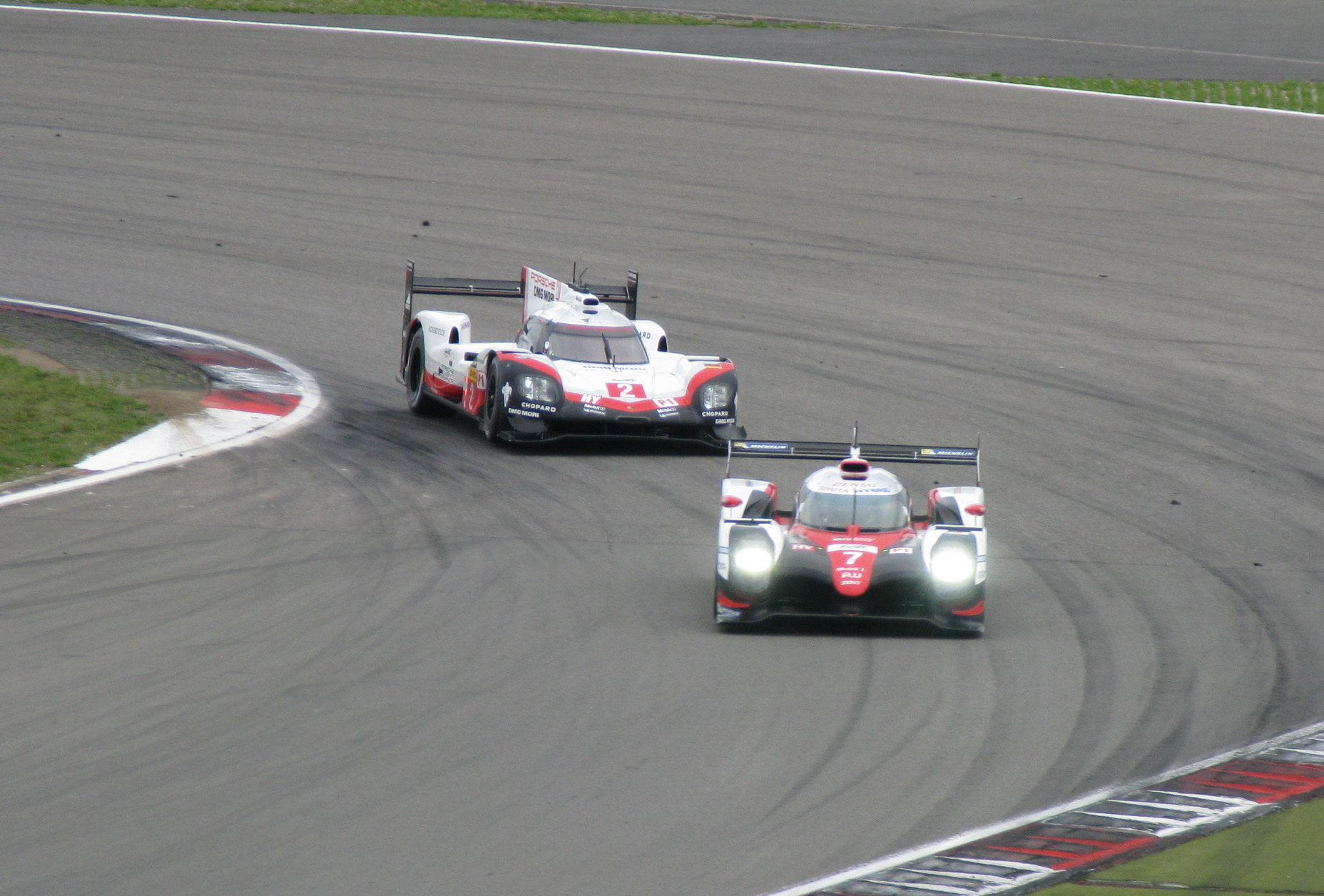
Der drittplatzierte Toyota TS050 Hybrid vor dem siegreichen Porsche 919 Hybrid

Das 6-Stunden-Rennen auf dem Nürburgring 2017, fand am 16. Juli auf dem Nürburgring statt und war der vierte Wertungslauf der FIA-Langstrecken-Weltmeisterschaft dieses Jahres.

## Rennen
Nach dem Sieg bei den 24-Stunden von Le Mans konnten sich Timo Bernhard, Earl Bamber und Brendon Hartley ebenfalls den Sieg in Deutschland sichern. Sie kamen mit einem Abstand von 1,6 Sekunden vor dem Schwesterauto mit der Startnummer #1 ins Ziel. Toyota hatte weniger Glück: bereits in der Einführungsrunde kamen Probleme mit der #8 auf, die Reparatur kostete dem Team wertvolle Punkte. Auch wenn das Schwesterauto #7 die Pole zwar einige Runden verteidigen konnte, erwieß sich der Porsche auf der Distanz als der bessere Wagen. 
In der GTE-Klasse konnte sich der Ferrari mit der Startnummer #51 durchsetzen, aufgrund Probleme mit dem Getriebe blieb jedoch das Schwesterauto chancenlos.

## Ergebnisse

### Schlussklassement
| Pos.        | Klasse    | Nr. | Team                      | Fahrer                                                      | Fahrzeug                 | Runden |
| ----------- | --------- | --- | ------------------------- | ----------------------------------------------------------- | ------------------------ | ------ |
| 1           | LMP1      | 2   | Porsche LMP Team          | Timo Bernhard Earl Bamber Brendon Hartley                   | Porsche 919 Hybrid       | 204    |
| 2           | LMP1      | 1   | Porsche LMP Team          | Neel Jani Nick Tandy André Lotterer                         | Porsche 919 Hybrid       | 204    |
| 3           | LMP1      | 7   | Toyota Gazoo Racing       | Mike Conway Kamui Kobayashi José María López                | Toyota TS050 Hybrid      | 204    |
| 4           | LMP1      | 8   | Toyota Gazoo Racing       | Anthony Davidson Sébastien Buemi Kazuki Nakajima            | Toyota TS050 Hybrid      | 199    |
| 5           | LMP2      | 38  | Jackie Chan DC Racing     | Ho-Pin Tung Oliver Jarvis Thomas Laurent                    | Oreca 07                 | 191    |
| 6           | LMP2      | 31  | Vaillante Rebellion       | Julien Canal Nicolas Prost Bruno Senna                      | Oreca 07                 | 190    |
| 7           | LMP2      | 36  | Signatech Alpine Matmut   | Nicolas Lapierre Gustavo Menezes Matt Rao                   | Alpine A470              | 190    |
| 8           | LMP2      | 13  | Vaillante Rebellion       | Mathias Beche David Heinemeier Hansson Nelson Piquet junior | Oreca 07                 | 190    |
| 9           | LMP2      | 37  | Jackie Chan DC Racing     | David Cheng Alex Brundle Tristan Gommendy                   | Oreca 07                 | 189    |
| 10          | LMP2      | 26  | G-Drive Racing            | Roman Rusinov Pierre Thiriet Alex Lynn                      | Oreca 07                 | 188    |
| 11          | LMP2      | 25  | CEFC Manor TRS Racing     | Roberto González Simon Trummer Witali Petrov                | Oreca 07                 | 188    |
| 12          | LMP2      | 28  | TDS Racing                | François Perrodo Matthieu Vaxiviere Emmanuel Collard        | Oreca 07                 | 188    |
| 13          | LMP2      | 24  | CEFC Manor TRS Racing     | Tor Graves Jonathan Hirschi Jean-Éric Vergne                | Oreca 07                 | 183    |
| 14          | LMP2      | 4   | ByKolles Racing Team      | Oliver Webb Dominik Kraihamer Marco Bonanomi                | ENSO CLM P1/01           | 182    |
| 15          | LMGTE Pro | 51  | AF Corse                  | James Calado Alessandro Pier Guidi                          | Ferrari 488 GTE          | 179    |
| 16          | LMGTE Pro | 91  | Porsche GT Team           | Richard Lietz Frédéric Makowiecki                           | Porsche 911 RSR          | 179    |
| 17          | LMGTE Pro | 92  | Porsche GT Team           | Michael Christensen Kévin Estre                             | Porsche 911 RSR          | 179    |
| 18          | LMGTE Pro | 95  | Aston Martin Racing       | Marco Sørensen Nicki Thiim Richie Stanaway                  | Aston Martin Vantage GTE | 178    |
| 19          | LMGTE Pro | 67  | Ford Chip Ganassi Team UK | Andy Priaulx Harry Tincknell                                | Ford GT                  | 178    |
| 20          | LMGTE Pro | 66  | Ford Chip Ganassi Team UK | Stefan Mücke Olivier Pla                                    | Ford GT                  | 178    |
| 21          | LMGTE Pro | 97  | Aston Martin Racing       | Darren Turner Jonny Adam Daniel Serra                       | Aston Martin Vantage GTE | 178    |
| 22          | LMGTE Am  | 77  | Dempsey-Proton Racing     | Christian Ried Matteo Cairoli Marvin Dienst                 | Porsche 911 RSR          | 175    |
| 23          | LMGTE Am  | 54  | Spirit of Race            | Thomas Flohr Francesco Castellacci Miguel Molina            | Ferrari 488 GTE          | 175    |
| 24          | LMGTE Am  | 98  | Aston Martin Racing       | Paul Dalla Lana Pedro Lamy Mathias Lauda                    | Aston Martin Vantage GTE | 174    |
| 25          | LMGTE Pro | 71  | AF Corse                  | Sam Bird Davide Rigon                                       | Ferrari 488 GTE          | 174    |
| 26          | LMGTE Am  | 61  | Clearwater Racing         | Weng Sun Mok Keita Sawa Matt Griffin                        | Ferrari 488 GTE          | 173    |
| 27          | LMGTE Am  | 86  | Gulf Racing UK            | Mike Wainwright Ben Parker Nick Foster                      | Porsche 911 RSR          | 173    |
| Ausgefallen |           |     |                           |                                                             |                          |        |
| 28          | LMP2      | 34  | Tockwith Motosports       | Nigel Moore Philip Hanson                                   | Ligier JS P217           | 112    |
| 29          | LMP2      | 35  | Signatech Alpine Matmut   | Pierre Ragues André Negrão Nelson Panciatici                | Alpine A470              | 61     |

### Nur in der Meldeliste
Zu diesem Rennen sind keine weiteren Meldungen bekannt.

### Klassensieger
| Klasse    | Fahrer         | Fahrer                | Fahrer          | Fahrzeug           | Platzierung im Gesamtklassement |
| --------- | -------------- | --------------------- | --------------- | ------------------ | ------------------------------- |
| LMP1      | Timo Bernhard  | Earl Bamber           | Brendon Hartley | Porsche 919 Hybrid | Gesamtsieg                      |
| LMP2      | Ho-Pin Tung    | Oliver Jarvis         | Thomas Laurent  | Oreca 07           | Rang 5                          |
| LMGTE Pro | James Calado   | Alessandro Pier Guidi |                 | Ferrari 488 GTE    | Rang 15                         |
| LMGTE Am  | Christian Ried | Matteo Cairoli        | Marvin Dienst   | Porsche 911 RSR    | Rang 22                         |

### Renndaten
- Gemeldet: 29
- Gestartet: 29
- Gewertet: 27
- Rennklassen: 4
- Zuschauer: unbekannt
- Wetter am Renntag: bewölkt und trocken
- Streckenlänge: 5,148 km
- Fahrzeit des Siegerteams: 6:00:09,607 Stunden
- Gesamtrunden des Siegerteams: 204
- Gesamtdistanz des Siegerteams: 1047,940 km
- Siegerschnitt: 174,600 km/h
- Pole Position: Kamui Kobayashi – Toyota TS050 Hybrid (#7) – 1:38,083 = 188,500 km/h
- Schnellste Rennrunde: Kamui Kobayashi – Toyota TS050 Hybrid (#7) – 1:40,633 = 183,800 km/h
- Rennserie: 4. Lauf zur FIA-Langstrecken-Weltmeisterschaft 2017